# Marcin Ryczek (fotograf)
Marcin Ryczek (ur. 18 sierpnia 1982 w Lublinie) – polski fotograf mieszkający w Krakowie.

## Twórczość
Marcin Ryczek specjalizuje się głównie w fotografii minimalistyczno-symbolicznej. Jego fotografia A Man Feeding Swans in the Snow zyskała ogólnoświatowy rozgłos i stała się jednym z najbardziej rozpoznawalnych zdjęć ostatnich lat. W swojej twórczości posługuje się geometrią oraz symbolami. Główną zasadą, którą kieruje się w fotografii jest założenie minimum formy, maksimum treści. Fotografie Marcina Ryczka były prezentowane m.in. na wystawach w Korei Południowej, Japonii, USA, Niemczech, Chinach, Hiszpanii, Holandii, Rumunii, Czechach, Indiach, Anglii, Austrii, Danii, Włoszech, Serbii i Francji. Były publikowane w magazynach, dziennikach i serwisach wielu krajów świata – (m.in.) w The Guardian, Der Spiegel, Jedi’ot Acharonot, La Repubblica, Politiken, Athens Voice, National Gegraphic. Jego prace znalazły się na okładkach książek znanych polskich reportażystów m.in. Wojciecha Jagielskiego i Piotra Kłodkowskiego.
Marcin Ryczek organizuje swoje wystawy we współpracy z ważnymi instytucjami, takimi jak Instytut Fryderyka Chopina, Ambasada Polska w Seulu, Konsulat Generalny w Chengdu, Ambasada Polska w Kopenhadze, Biuro Polskie w Tajpej, Instytut Polski w Wiedniu oraz wieloma innymi polskimi i zagranicznymi instytucjami.
Jedna z najbardziej rozpoznawalnych fotografii artysty A Man Feeding Swans in the Snow, zdobyła liczne nagrody w znaczących, międzynarodowych konkursach, została także przyjęta do prestiżowej kolekcji Bibliothèque nationale de France oraz do zbiorów Muzeum Śląskiego. Jeden z najbardziej wpływowych amerykańskich portali The Huffington Post, uznał zdjęcie za jedną z 5 najlepszych fotografii świata w 2013 roku W 2017 roku fotografia Marcina Ryczka znalazła się na okładce  książki 100 Great Street Photographs - autorstwa Davida Gibsona.

## Nagrody / rezydencje artystyczne[10]
- Grand Prix de Découverte – International Fine Art Photography Awards 2013;
- Grand Press Photo - Poland 2013;
- LensCulture Exposure Awards 2014;
- IPA – The International Photography Awards 2014;
- Chelsea International Fine Art Competition - USA 2014;
- ND Awards 2014;
- The Miami Street Photography Festival 2015;
- New York Photo Festival - USA 2015;
- StreetFoto San Francisco Festival - USA 2016;
- XV edizione del Premio Internazionale Giuseppe Sciacca - Watykan 2016;
- Siena International Photography Awards - Włochy 2016;
- PR2 Camera Work - Włochy 2017;
- Pier-2 Artist In Residence - Tajwan 2018;
- Co-Residency 2020;
- Kahan Artists in Residence - Włochy 2021;
- Stypendium Twórcze Miasta Krakowa 2022;
- Stypendium Twórcze Ministra Kultury i Dziedzictwa Narodowego 2022;
- Art Residency | Al-Balad - Arabia Saudyjska 2022;
- A4 Residency Art Center - Chiny 2023;
- Artist Residency at Treasure Hill Artist Village - Tajwan 2023;
- Artist Residency CreArt 3.0 - VA Galleries - Hiszpania 2024

Źródło.